# Піннаклс (пустеля)

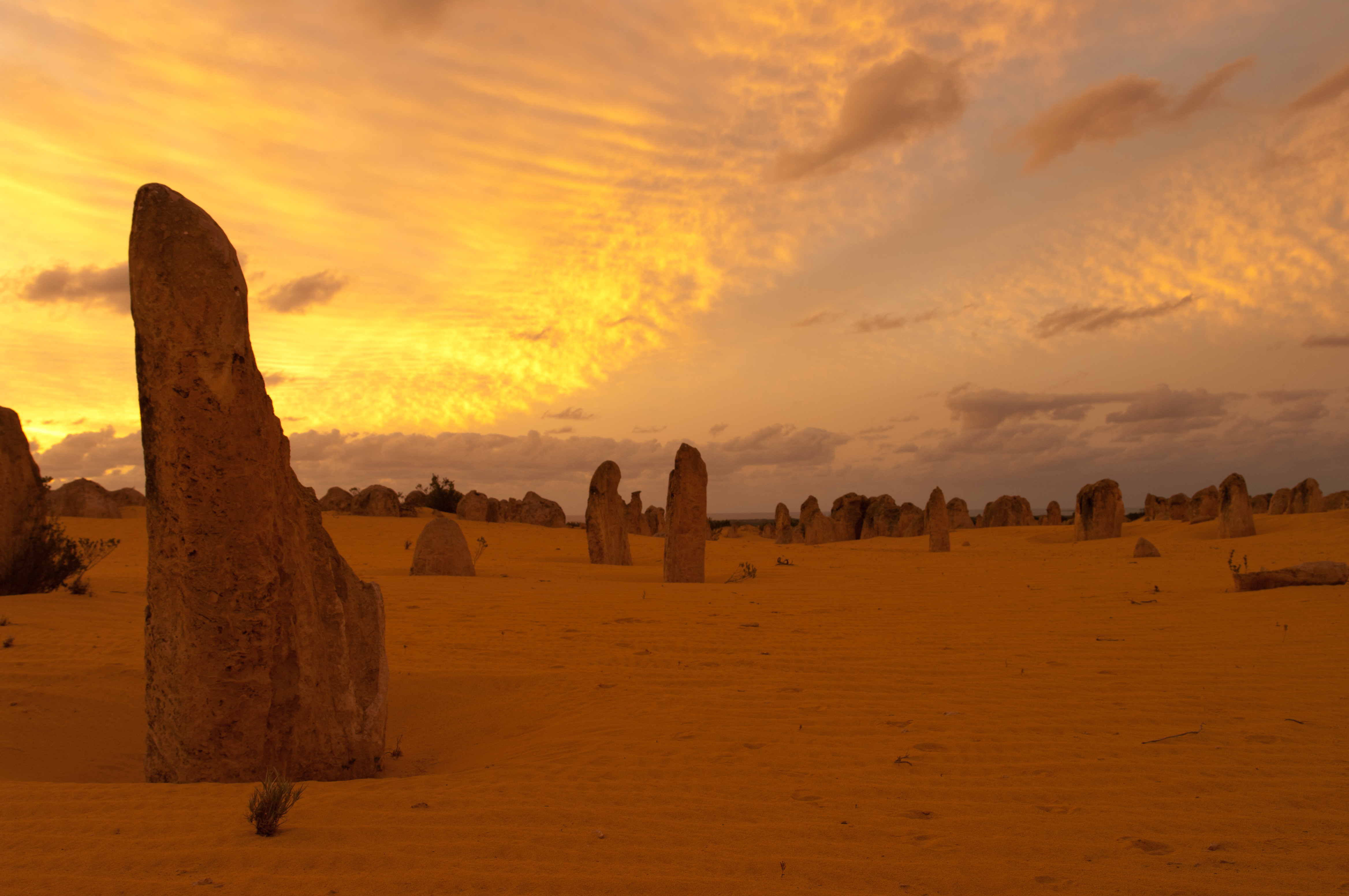
Піннаклес

Пі́ннаклс (англ. The Pinnacles Desert) — пустеля в межах національного парку Намбунг біля міста Сервантес в Західній Австралії. Піннаклс формують вапнякові породи. Матеріал для вапняку, своєю чергою, походить із морських ракушок, що відклалися протягом попередніх геологічних епох, коли ця територія була вкрита морем. Потім вапняк поступово зруйнувався, утворивши пісок, з якого, разом із нанесеним кварцовим піском, склалися дюни пустелі. Нижні частини дюн були пізніше зацементовані за рахунок розчинення вапняку. Зараз верхні шари створені кислим шаром піску і гумусу, створеного за допомогою рослинності. Під ним розташований твердий шар кальциту, через тріщини якого проникають коріння рослин. Процес розчинення вапняку водою все ще продовжується, проводячи до ерозії і формуючи Піннаклс таким, яким його можна побачити зараз.